# NGC 3968
NGC 3968 est une vaste galaxie spirale barrée située dans la constellation du Lion. NGC 3968 a été découverte par l'astronome germano-britannique William Herschel en 1784.

## Caractéristiques
La classe de luminosité de NGC 3968 est II-III et elle présente une large raie HI.

### Distance
Sa vitesse par rapport au fond diffus cosmologique est de 6 732 ± 24 km/s, ce qui correspond à une distance de Hubble de 99,3 ± 7,0 Mpc (∼324 millions d'al).
À ce jour, sept mesures non basées sur le décalage vers le rouge (redshift) donnent une distance de 80,557 ± 10,286 Mpc (∼263 millions d'al), ce qui est à l'extérieur des valeurs de la distance de Hubble. Notons que c'est avec la valeur moyenne des mesures indépendantes, lorsqu'elles existent, que la base de données NASA/IPAC calcule le diamètre d'une galaxie et qu'en conséquence le diamètre de NGC 3968 pourrait être d'environ 83,8 kpc (∼273 000 al) si on utilisait la distance de Hubble pour le calculer.